# Ulysses Simpson Grant IV
Ulysses Simpson Grant IV (Salem, 23 de maig del 1893 - Santa Monica, 11 de març del 1977) era el fill d'Ulysses S. Grant, Jr. i el net del general i President dels Estats Units Ulysses S. Grant. En vida fou geòleg així com un bon paleontòleg, conegut principalment pels seus treballs de camp sobre els mol·luscs fòssils de la costa oest, en concret a la franja del litoral de Califòrnia. L'Ulysses nasqué a la granja de Merryweather (la granja de son pare), propera a Salem, al comtat de Westchester. Emperò, ben prest marxaren cap a San Diego.
Grant estudià geologia a la Universitat Harvard, en sortint el 1915 amb el títol de cum laude. Poc després comença a fer prospeccions a la recerca d'or a Mèxic. És per aquella època que esclata Primera Guerra Mundial i s'allista a l'exèrcit com un mer soldat. En acabar la guerra havia obtingut la graduació de primer tinent. Del 1919 fins al 1926 treballa a la Borsa de Nova York, més el 1926 torna a la facultat de la Universitat de Califòrnia, Berkeley, per estudiar el doctorat. El 1927 ingressa a Stanford per fer un doctorat en paleontologia. Obté el títol el 1929. Un cop acabats els estudis, obté la plaça de comissari de fòssils invertebrats al Museu d'història natural del comtat de Los Angeles. Poc després (el 1931) comença a fer classes de paleontologia a la Universitat de Califòrnia, Los Angeles. Es guanya la càtedra del departament de Geologia, càrrec que ocupa uns vuit anys. El 1959 atura la seva activitat acadèmica. Amb el decurs dels anys escrigué nombrosos articles i col·laborà amb el seu company de classe a Stanford, en Leo George Hertlein en un no gens menyspreable nombre d'articles. Ell i Matilda Bartikofsky es varen casar però més tard es divorciaren; va contraure matrimoni amb la seva segona dona el 1950. Únicament tingué un fill a qui anomenaren George Grant.
El 1953 apareix a una pel·lícula de Groucho Marx. Li és detectat un càncer de pulmó leucèmia del qual mor al St. John's Hospital (Santa Monica, Califòrnia). Va ser enterrat al cementiri de Greenwod (San Diego) al costat de la tomba del seu pare.

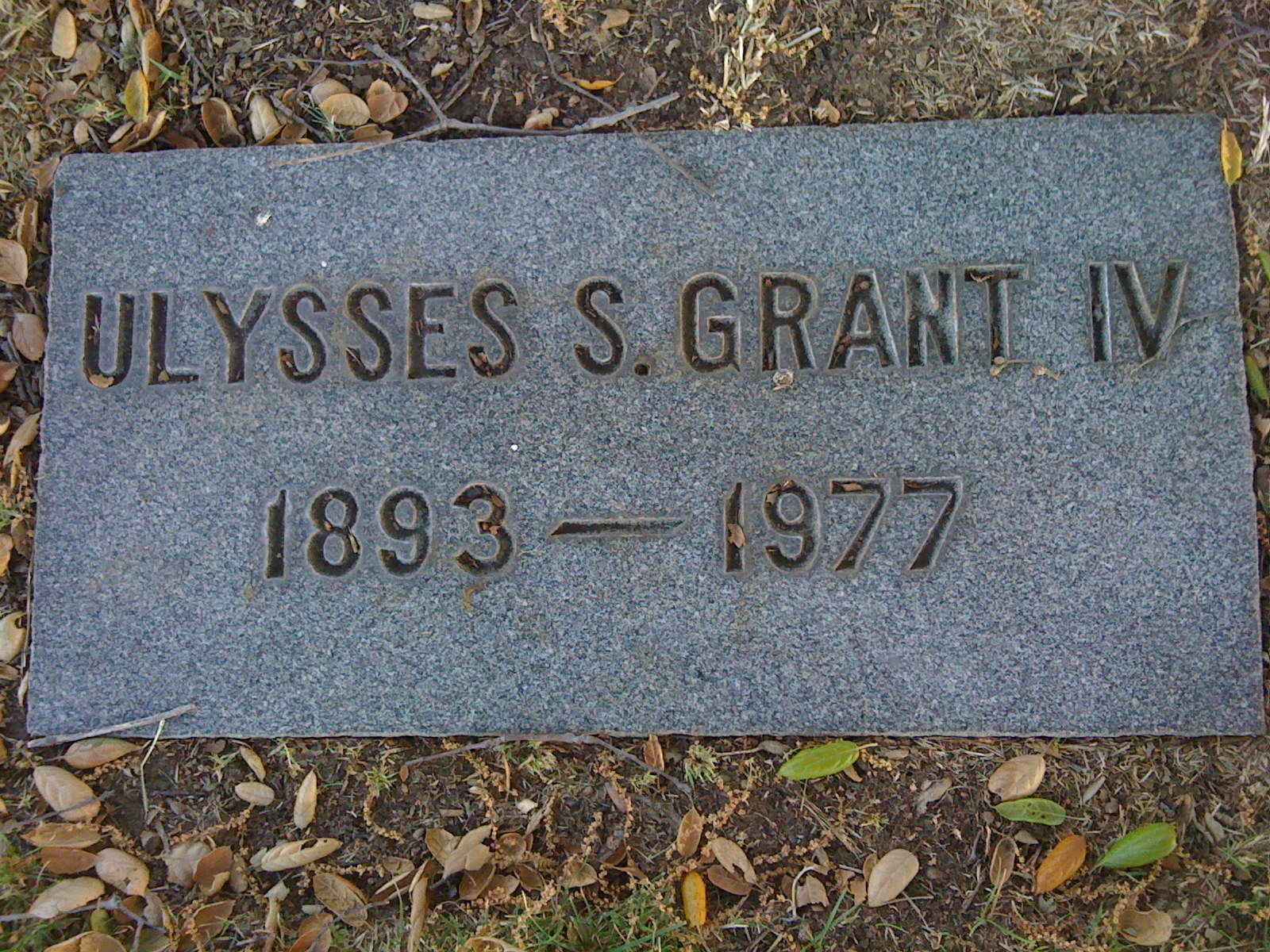
Làpida de la seva tomba

El seu cosí es cap altre que Ulysses S. Grant III, fill de Frederick Dent Grant.

## Obres
- Catàleg dels mol·luscs del litoral californià i la costa oest del Pliocè i el Pleistocè, i un apartat especial dels Pectinidae i Turridae amb en Hoyt Rodney Gale. Memòriesde la Societat d'història natural de San Diego, Volum I, 1931.
- Quines en són les possibilitats de trobar cru al sud-oest del comtat de San Diego amb en Leo George Hertlein, revista de geologia de California, 1939.
- Brachiopodes del Cenozoic a l'oest d'Amèrica del Nord amb en Leo George Hertlein. Universitat de California, Publicacions de ciències matemàtiques i físiques, 1944.
- The Geology and Paleontology of the Marine Pliocene of San Diego, California. Part 1, Geology with Leo George Hertlein. Memoirs of the San Diego Society of Natural History, Volume II, 1944.
- The Geology and Paleontology of the Marine Pliocene of San Diego, California. Part 2a, Paleontology with Leo George Hertlein. Memoirs of the San Diego Society of Natural History, 1960.
- The Geology and Paleontology of the Marine Pliocene of San Diego, California. Part 2b, Paleontology with Leo George Hertlein. Memoirs of the San Diego Society of Natural History, 1972.
- A Midsummer Motoring Trip Historical Society of Southern California, març del 1961.
- A Sojourn In Baja California, 1915 Southern California Quarterly Vol. XLV, No. 2, juny de 1963